# Henri Gagnebin
Henri Gagnebin (Lieja, Bélgica, 13 de marzo de 1886-Ginebra (Suiza), 1 de junio de 1977) fue un compositor belga de origen suizo, especialmente recordado por haber sido el cofundador junto a Frédéric Liebstoeckl del Concurso Internacional de música de Ginebra en 1939.

## Carrera musical
En 1908 se fue a vivir a París donde estudió órgano con Louis Vierne y composición con Vincent d'Indy, y permaneció en esta ciudad durante ocho años. En 1916 fue nombrado organista del templo Saint-Jean de Lausana, y en 1925, director del conservatorio de música de Ginebra, donde permaneció hasta que se retiró en 1961.